# Новые Балинцы
Новые Балинцы также Балинций Ной (рум. Balinţii Noi) — село в Сорокском районе Молдавии. Наряду с сёлами Ярово и Балинцы входит в состав коммуны Ярово.

## География
Село расположено на высоте 211 метров над уровнем моря.

## Население
По данным переписи населения 2004 года, в селе Балинций Ной проживает 38 человек (16 мужчин, 22 женщины).
Этнический состав села:
| Национальность | Число жителей | Процентный состав |
| -------------- | ------------- | ----------------- |
| молдаване      | 34            | 89,47             |
| украинцы       | 4             | 10,53             |
| Всего          | 38            | 100 %             |